# Enemy of the Music Business
Enemy of the Music Business – dziewiąty studyjny album zespołu Napalm Death. Znajduje się na nim 14 utworów.

## Utwory
1. Taste The Poison (1:51)
2. Next On The List (3:38)
3. Constitutional Hell (2:38)
4. Vermin (2:19)
5. Volume of Neglect (3:22)
6. Thanks for Nothing (2:46)
7. Can’t Play, Won’t Pay (3:27)
8. Blunt against the Cutting Edge (3:05)
9. Cure for the Common Complaint (2:45)
10. Necessary Evil (2:58)
11. C.S. (2:20)
12. Mechanics of Deceit (3:23)
13. (The Public Gets) What the Public Doesn’t Want (3:16)
14. Fracture in the Equation (11:08)

## Autorzy
- Mark "Barney" Greenway – śpiew
- Shane Embury – gitara basowa
- Mitch Harris – gitara elektryczna, śpiew towarzyszący
- Jesse Pintado – gitara elektryczna
- Danny Herrera – perkusja